# 도미노 (마블 코믹스)
도미노(영어: Domino)는 마블 코믹스의 슈퍼히어로 캐릭터이다. 본명은 니나 서먼(Neena Thurman)으로, 엑스맨의 분파 팀 엑스포스 소속의 암살자이다. 1992년 3월 《엑스포스》 8호에 처음 모습을 드러냈고 11호에 본 모습이 나왔으며, 파비안 니시에사와 롭 라이펠드가 공동 창작하였다.

## 담당 배우

### 영화
- 데드풀 2(2018) - 자시 비츠

## 담당 성우

### TV 애니메이션
- 엑스맨(1992) - 제니퍼 데일
- 울버린과 엑스맨(2009) - 그웬돌린 요